# Castelo Real de Wawel

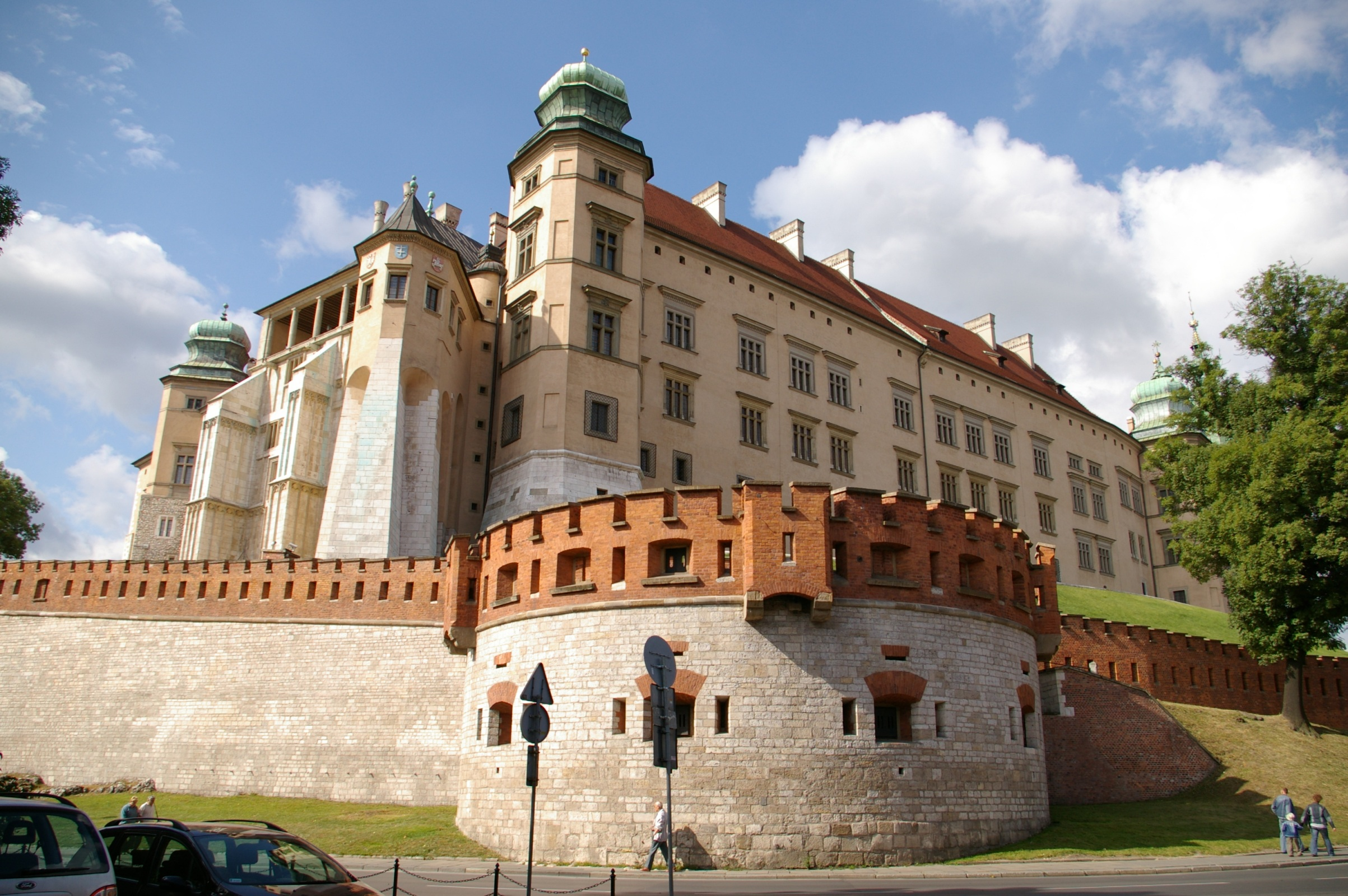
Castelo Real de Wawel

O Castelo Real de Wawel, situado na colina Wawel da cidade de Cracóvia, Polónia.

## História
Na colina de Wawel existia uma fortificação em madeira que, em 1265 começou a ser substituída por outra construída em pedra. Essa fortificação foi remodelada e ampliada posteriormente por ordem Casimiro III da Polónia (1310 - 1370).